# Csajághy János
Csajághy János (1673 körül – Peresznye, 1712. január 3.) kuruc brigadéros.

## Családja
Dunántúli református birtokos nemesi családból származott, Csajághy Mihály és Bajkay Judit (†1678) fia. Haláláig nőtlen maradt, végrendeletében testvéreiről, azok gyermekeiről és távolabbi atyafiságáról emlékezett meg.

## Élete
A Rákóczi-szabadságharc kitörésekor Bánffy György erdélyi gubernátor titkára volt. 1704. március 7-én kiszökött Nagyszebenből és kurucnak állt. Még 1704 folyamán gyalog ezereskapitány lett, de csak 1705. augusztus 3-án kapta meg írásos kinevezését. 1705 tavaszán Bottyán János parancsnoksága alatt, a dunai átkelők biztosítására emelt solti és kömlődi sáncok védelmében kezdte meg hadiszolgálatát. 1708 májusában Érsekújvár helyettes parancsnoka, majd augusztus 22-étől brigadéros lett. Berthóti István halála (1709. október 15.) után Érsekújvár főkapitánya. 1710 elején az Ocskay Lászlót halálra ítélő haditörvényszék elnöke volt.
Vitéz katona, de nehéz természetű, hirtelen haragú ember hírében állt. Egy szóváltás miatt, alkalmasint ittas fővel, leszúrta egyik tiszttársát, Várallyai (Dobrovniki) János főstrázsamestert, ezért hosszasan raboskodott Egerben. Miután kiegyezett az özveggyel, szabadon engedték, és II. Rákóczi Ferenc 1710. július végén rábízta Szolnok parancsnokságát. A túlerővel szemben nem tarthatta a várat, ezért 1710. október 17-én kapitulál Jacob Joseph Cusani császári tábornok csapatai előtt. Maga azonban végig kitartott Rákóczi mellett, majd közreműködött a szatmári béke létrehozásában. Aláírta az okmányt, annak eredeti példányát ő vitte fel Bécsbe ratifikáció végett.
Elfogadta a császári seregben felkínált ezredesi rangot, de még ezredének megszervezése előtt megbetegedett. 1712. január 2-án végrendelkezett egykori elöljárója, Esterházy Dániel gróf peresznyei kastélyában, és valószínűleg már másnap meghalt. Arcképét a sárospataki Rákóczi Múzeum őrzi.